# Kormuk
Per la ciutat sudanesa a l'altre costat de la frontera, vegeu Kurmuk
Kormuk (també coneguda com a Kumruk) és una ciutat d'Etiòpia occidental. Situada a la zona d'Asosa de la regió de Benishangul-Gumaz, Kormuk té una latitud i longitud de 10° 32′ N, 34° 17′ E / 10.533°N,34.283°E amb una elevació de 653 metres sobre el nivell de la mar.
El 1962 Kormuk estava connectat a Asosa per una carretera de temporada sec, "aspre però acceptable per camions" segons l'Autoritat d'Autopista. Tanmateix el 1996 el viatge per aquesta carretera "es descoratjava per raons de seguretat".
Basada en xifres des de l'Agència Estadística Central, el 2005 aquesta ciutat tenia una població total aproximada de 554 habitants, dels quals 297 eren mascles i 257 eren femelles. Segons el cens nacional de 1994, la seva població total era 322 habitants, dels quals 172 eren mascles i 150 eren femelles. És l'assentament més gran al woreda de Kormuk.
El batalló colonial Italià de guarnició a Kormuk va atacar la ciutat bessona al Sudan, Kurmuk, el 7 de juliol de 1940, que estava sota el comandament de Bimbashi Mervyn Bell, amb tres auxiliars britànics i 51 policies. Bell finalment es va retirar amb els seus homes en bon ordre, deixant als italians que capturessin Kurmuk. El britànics van entrar a Kormuk uns quants mesos més tard, el 14 de febrer de 1941.
Al final de 1985, l'Exèrcit d'Alliberament del Poble Sudanès (SPLA o EPAS) va establir bases als turons dins a territori etíop, cap al sud de Kormuk. La Força de Defensa Nacional Etiòpica donava suport al SPLA quan iniciaren la seva ofensiva cap al Sudan el 1997.